# František Kučera
František Kučera (Praga, 3 febbraio 1968) è un ex hockeista su ghiaccio ceco.

## Palmarès

### Olimpiadi
- Oro a Nagano 1998.